# Leucophanella caespitosa
Leucophanella caespitosa là một loài rêu trong họ Calymperaceae. Loài này được Thwaites & Mitt. M. Fleisch. mô tả khoa học đầu tiên năm 1923.